# Phare d'entrée supérieure de la voie navigable Keweenaw

Le phare d'entrée supérieure de la voie navigable Keweenaw (en anglais : Keweenaw Waterway Upper Entrance Light), est un phare du lac Supérieur situé à l'extrémité nord de la rivière Portage (ou Keweenaw Waterway (en)), dans le Comté de Houghton, Michigan.
Ce phare est inscrit au Registre national des lieux historiques depuis le 18 juillet 2014 sous le n° 14000425.

## Historique
La rivière Portage traverse la péninsule de Keweenaw, dans le McLain State Park (en). La rivière Portage a été draguée pour la première fois en 1860, et le besoin d'un feu pour marquer l'embouchure de la voie navigable était rapidement évident.
Le premier phare a été construit en 1874 au sommet d'une falaise voisine. Dans le cadre de l'amélioration continue des voies navigables, deux jetées s'étendant dans le lac Supérieur ont été construits pour abriter l'entrée du canal. En 1879, une tour à ossature de bois a été construite sur la jetée, et en 1887 un signal de brouillard de vapeur a été ajouté. Le gouvernement fédéral achète le canal en 1891 et entreprend un programme d'améliorations. Le phare a été considérablement amélioré en 1895. Des brise-lames ont été ajoutés en 1901, et en 1903 les extrémités ont été marquées par des phares à tour pyramidale.
Dans les années 1930, le Corps du génie de l'armée des États-Unis a entrepris un vaste projet d'élargissement du canal. Dans ce cadre, l'ancien phare en brique de 1874 a été démoli et remplacé par une tour en 1937. Les travaux d'élargissement ont été achevés en 1949, avec un projet qui a modifié l'emplacement des brise-lames à l'embouchure du canal. Cela a nécessité le retrait des feux de 1903.
En 1950, le phare actuel a été construit pour marquer le brise-lames oriental et la lumière a été automatisée dans les années 1970.

## Description
Le feu d'entrée supérieur de la voie navigable Keweenaw  est construit sur un caisson de palplanches en acier rempli de roches, soutenant une superstructure avec un bâtiment octogonal en béton de signal de brouillard d'un étage avec une tour d'éclairage en acier de 15 m de haut sur le dessus.
La fondation du phare est un caisson circulaire d'environ 15 m de diamètre et 13,5 m de hauteur, construit de palplanches en acier emboîtables, rempli de roche et surmonté d'une terrasse en béton à environ 4,5 m au-dessus du niveau du lac. Au sommet, il y a un bâtiment de signal de brouillard en béton armé de 3,35 m de hauteur mesurant environ 10,5 m par 10,5 m. Le bâtiment est rectangulaire avec des coins coupés et peint en blanc. Une entrée à double porte se trouve sur un côté.
Centrée sur le dessus du bâtiment de signal de brume se trouve une tour d'éclairage en acier de cinq étages. Il a été construit à partir d'une conception standardisée développée pour le U.S. Bureau of Lighthouses dans les années 1930. La première partie est rectangulaire avec les coins légèrement coupés. Au-dessus de cela, les quatre côtés de la tour se courbent vers l'intérieur et vers le haut pour former une haute tour rectangulaire étroite. Le sommet de la tour est un toit plat et supporte une balise marine VRB-25 en plein air.
Le bâtiment mesure 21 m de haut. Il émet, à une hauteur focale de 25 m, un éclat blanc par période de 15 secondes. Sa portée est de 13 milles nautiques (environ 24 km). Il est équipé d'une corne de brume émettant un signal par période de 15 secondes, en cas de brouillard.
Identifiant : ARLHS : USA-419 ; USCG :  15120 .

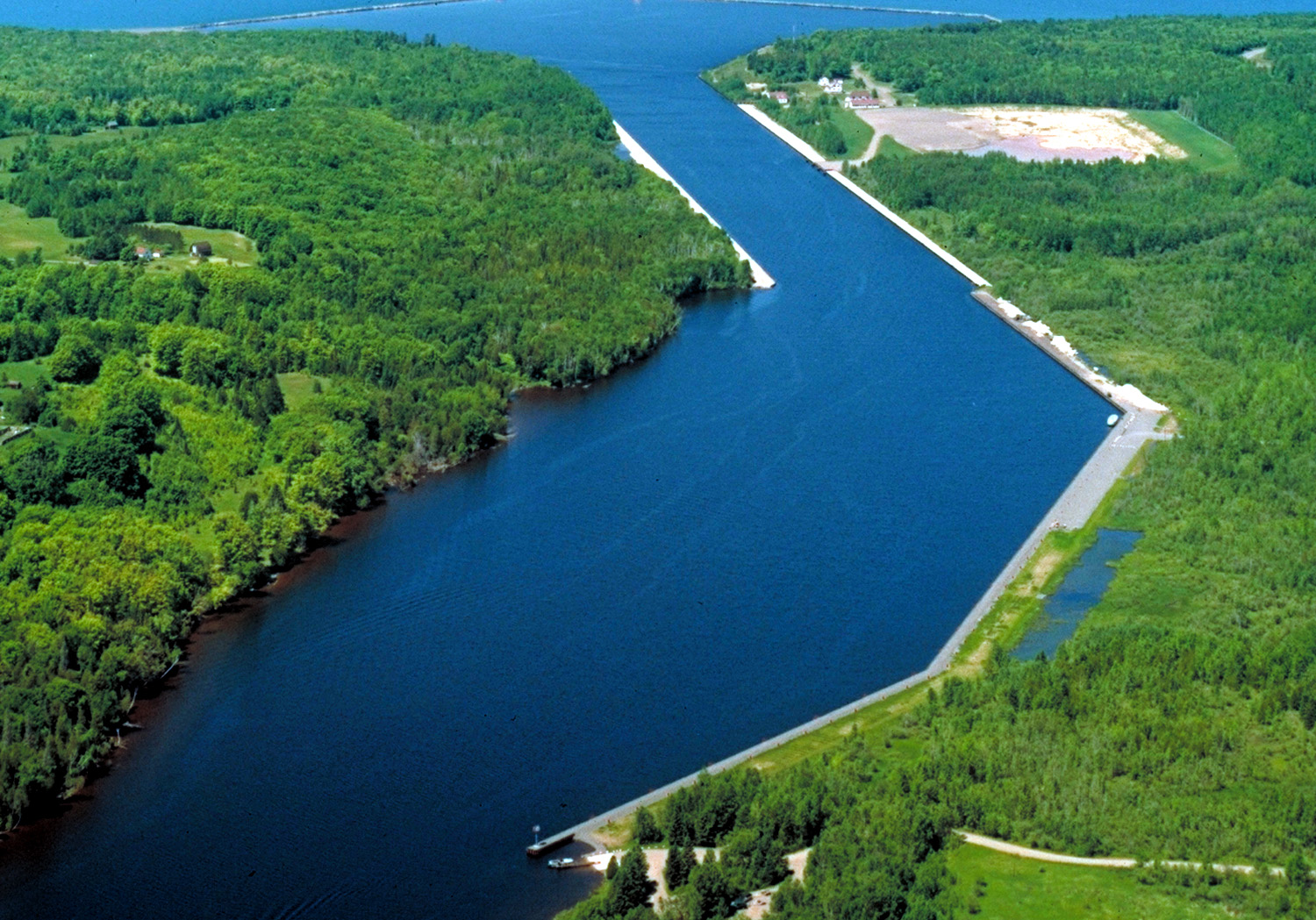
North Keweenaw Waterway
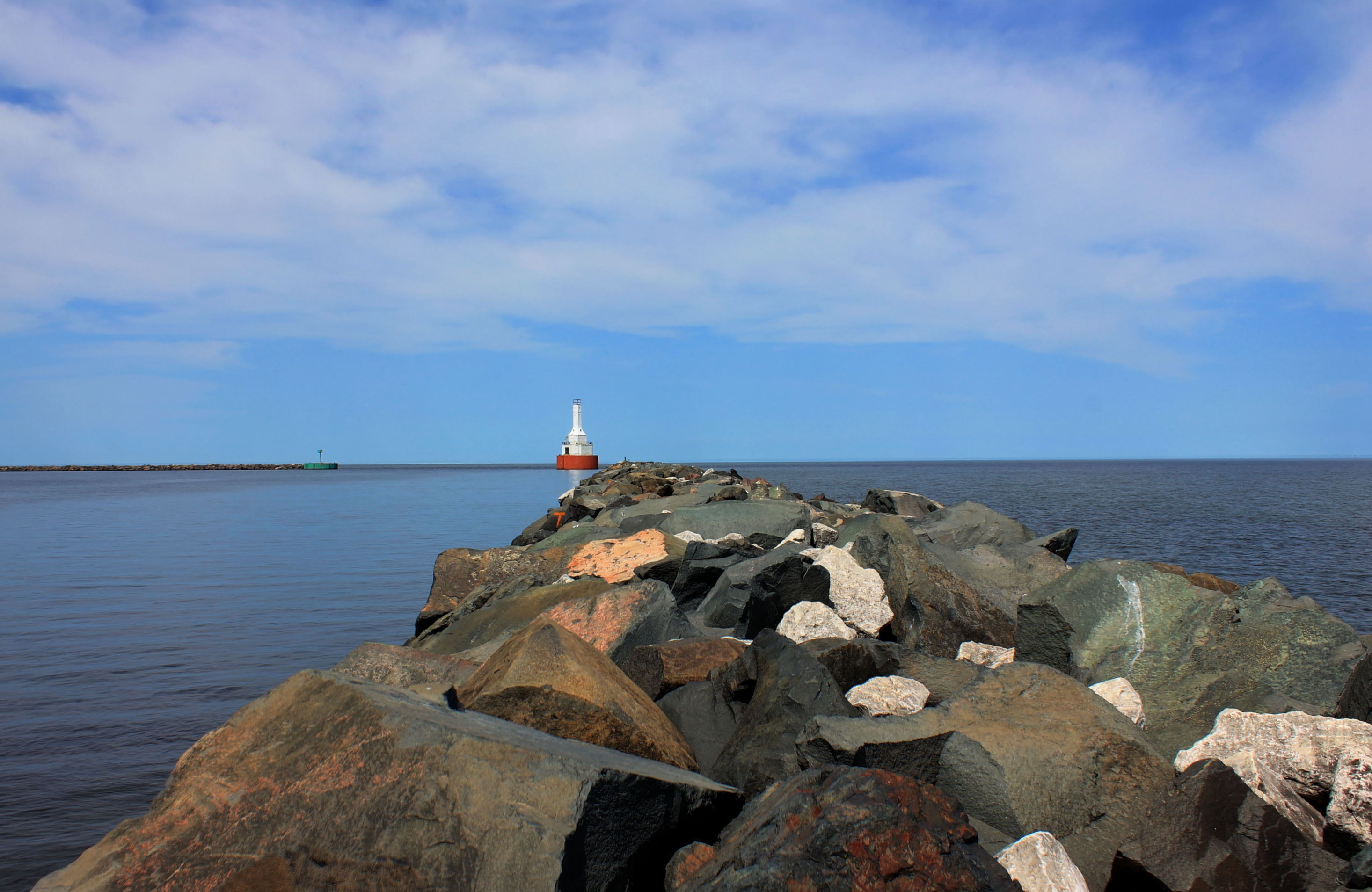
Le phare d'entrée supérieure

### Lien connexe
- Liste des phares au Michigan